# Anopheles pseudosinensis
Anopheles pseudosinensis este o specie de țânțari din genul Anopheles, descrisă de Francisco E. Baisas în anul 1935.
Este endemică în Filipine. Conform Catalogue of Life specia Anopheles pseudosinensis nu are subspecii cunoscute.